# Анданс
Анданс (фр. Andance) насеље је и општина у источној Француској у региону Рона-Алпи, у департману Ардеш која припада префектури Турнон сир Рон.
По подацима из 2011. године у општини је живело 1.132 становника, а густина насељености је износила 173,62 становника/km². Општина се простире на површини од 6,52 km². Налази се на средњој надморској висини од 128 метара (максималној 363 m, а минималној 121 m).

## Демографија
| 1962. | 1968. | 1975. | 1982. | 1990. | 1999. | 2011. |
| ----- | ----- | ----- | ----- | ----- | ----- | ----- |
| 896   | 926   | 1.030 | 920   | 1.009 | 984   | 1.132 |

График промене броја становника у току последњих година